# Lithocystis parquerae
Lithocystis parquerae is een soort in de taxonomische indeling van de Myzozoa, een stam van microscopische parasitaire dieren. Het organisme komt uit het geslacht Lithocystis en behoort tot de familie Urosporidae. Lithocystis parquerae werd in 1939 ontdekt door Hukui.